# Segunda Revolta Sérvia
A Segunda Revolta Sérvia (1815-1817) foi a segunda fase da revolução sérvia contra o Império Otomano, que eclodiu logo após a reanexação do país ao Império Otomano, em 1813. A ocupação foi imposta após a derrota da Primeira Revolta Sérvia (1804-1813), durante o qual a Sérvia existiu como um estado independente de facto por mais de uma década. A segunda revolução culminou na semi-independência da Sérvia do Império Otomano. O Principado da Sérvia foi estabelecido, regido pelo seu próprio Parlamento,  Constituição e a sua própria dinastia real.  A independência de jure foi alcançada durante a segunda metade do século XIX após o Congresso de Berlim, entretanto esta segunda insurreição foi o começo do estabelecimento definitivo de um Estado e de um exército sérvio.

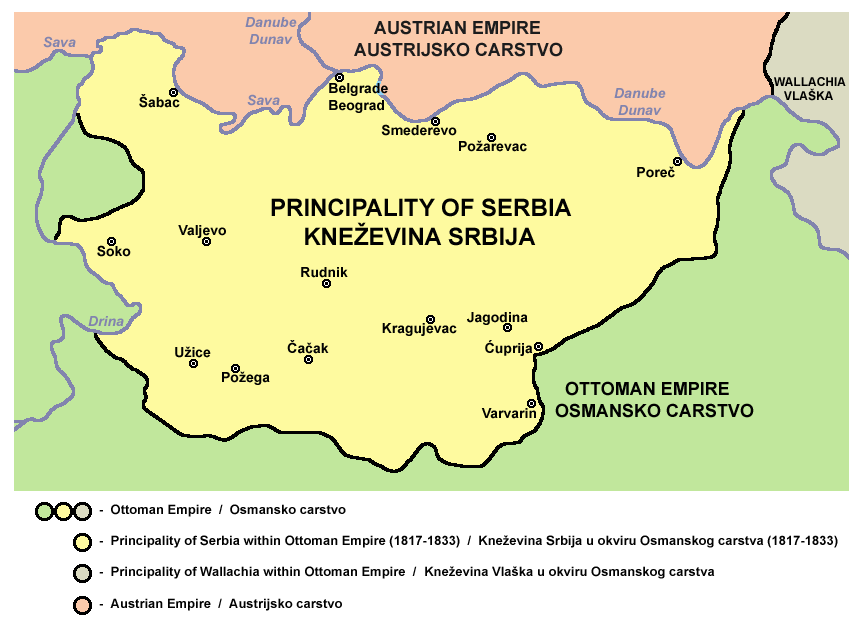
Sérvia em 1817, após a Segunda Revolta da Sérvia